# Damon Rasti
Damon Rasti är en svensk entreprenör och krögare. Han är även social aktivist, bloggare och grundare av bland annat webbplatserna Tjuvlyssnat.se och Tjuvtittat.se. Han har tidigare varit tidningskrönikör samt ledare för studentkårpartiet Damons lista.
Damons lista ställde upp i valet till kårfullmäktige vid Stockholms Universitets Studentkår 2006. Partiet fick tre mandat, men ställde inte upp i valet 2007. Rasti beskriver partiet som ett "i praktiken enmannaparti" på sin blogg.
Rasti har även skapat gruppen "Inga Invandrare" som han skapade 14 dagar innan valet när han såg att SD hade väldigt många röster och startade då även en aktion där alla med invandrarbakgrund i Sverige skulle lägga ner sitt arbete i 5 min kl 14 torsdagen den 16 september.
År 2015 öppnade Rasti den mexikanska krogen Yuc! i Stockholm och 2017 öppnade han ytterligare en krog, kallad Ibu, med mat från Bali.